# Otello (film 1906)
Otello è un film muto del 1906 diretto da Mario Caserini e Gaston Velle. La trama della pellicola è ispirata all'omonima tragedia scritta intorno al 1603 da William Shakespeare.

## Trama
Otello detto "Il moro di Venezia" viene ingannato dal malvagio Iago che gli fa scoprire sentimenti di rabbia e gelosia nascosti di cui non conosceva neanche l'esistenza.
Così l'ignaro Otello comincia a sospettare delle intenzioni della sua donna Desdemona e infine la uccide, ma non è finita: ormai la furia che lo opprime è implacabile e così il moro comincia ad avere due facce: l'Otello mite e passionale e la sua fenice esplosiva che lo porteranno al suicidio dopo la notizia della scoperta dell'inganno.

## Distribuzione
- Italia: 30 ottobre 1906[2]